# Hypocysta nephthys
Hypocysta nephthys är en fjärilsart som beskrevs av Hans Fruhstorfer 1911. Hypocysta nephthys ingår i släktet Hypocysta och familjen praktfjärilar. Inga underarter finns listade i Catalogue of Life.